# Scaptodrosophila minnamurrae
Scaptodrosophila minnamurrae är en tvåvingeart som först beskrevs av Bock 1976.  Scaptodrosophila minnamurrae ingår i släktet Scaptodrosophila och familjen daggflugor. Inga underarter finns listade i Catalogue of Life.